# Аксу (Степногорська міська адміністрація)
Аксу́ (каз. Ақсу) — селище у складі Степногорської міської адміністрації Акмолинської області Казахстану. Адміністративний центр та єдиний населений пункт Аксуської селищної адміністрації.
Населення — 3211 осіб (2021; 3779 у 2009, 5690 у 1999, 9587 у 1989).
Залізнична станція. Видобуток золота, платини, паладію та молібдену. Авторемонтний завод. Тут знаходиться друге за розмірами хвостове сховище уранових відходів.
Селище засноване 1920 року як підсобне господарство при золотих копальнях Аксу (сучасний мікрорайон Кварцитка). Певний час називався Сталінський. 1997 року увійшов до складу Степногорської міської адміністрації.